# Distretti di Budapest
I distretti di Budapest (in ungherese Budapest kerületei) sono le 23 suddivisioni amministrative della città di Budapest, capitale dell'Ungheria.

## Distretti

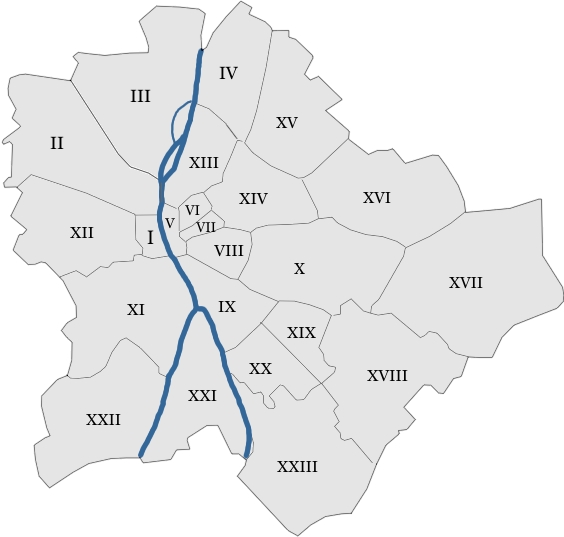
Mappa dei distretti di Budapest, secondo la numerazione ufficiale.

I dati della tabella si riferiscono al 1º gennaio 2016.
| Numero | Distretto                       | Popolazione (ab.) | Superficie (km²) | Codice KSH |
| ------ | ------------------------------- | ----------------- | ---------------- | ---------- |
| I      | Várkerület                      | 25 196            | 3,41             | 09566      |
| II     | Distretto II                    | 89 903            | 36,34            | 03179      |
| III    | Óbuda-Békásmegyer               | 130 415           | 39,70            | 18069      |
| IV     | Újpest                          | 101 558           | 18,82            | 05467      |
| V      | Belváros-Lipótváros             | 26 284            | 2,59             | 13392      |
| VI     | Terézváros                      | 38 504            | 2,38             | 16586      |
| VII    | Erzsébetváros                   | 53 381            | 2,09             | 29744      |
| VIII   | Józsefváros                     | 76 811            | 6,85             | 25405      |
| IX     | Ferencváros                     | 59 056            | 12,53            | 29586      |
| X      | Kőbánya                         | 78 414            | 32,49            | 10700      |
| XI     | Újbuda                          | 151 812           | 33,49            | 14216      |
| XII    | Hegyvidék                       | 58 171            | 26,67            | 24697      |
| XIII   | Distretto XIII                  | 120 256           | 13,43            | 24299      |
| XIV    | Zugló                           | 124 841           | 18,13            | 16337      |
| XV     | Rákospalota-Pestújhely-Újpalota | 80 573            | 26,94            | 11314      |
| XVI    | Distretto XVI                   | 73 486            | 33,51            | 08208      |
| XVII   | Rákosmente                      | 87 793            | 54,82            | 02112      |
| XVIII  | Pestszentlőrinc‑Pestszentimre   | 101 738           | 38,60            | 29285      |
| XIX    | Kispest                         | 60 731            | 9,38             | 04011      |
| XX     | Pesterzsébet                    | 65 321            | 12,19            | 06026      |
| XXI    | Csepel                          | 76 911            | 25,75            | 13189      |
| XXII   | Budafok-Tétény                  | 54 611            | 34,25            | 10214      |
| XXIII  | Soroksár                        | 23 641            | 40,77            | 34139      |